# Liste von Persönlichkeiten der Stadt Neuilly-sur-Seine
Dies ist eine Liste von Persönlichkeiten der Stadt Neuilly-sur-Seine. Die Liste erhebt keinen Anspruch auf Vollständigkeit.

## Söhne und Töchter der Stadt(chronologisch)

### Bis 1900
- Antoine-Léonard de Chézy (1773–1832), Orientalist und Mitbegründer der Indologie
- Noël Marie Paymal Lerebours (1807–1873), Optiker und Verleger
- Alexandre Deberny (1809–1881), Schriftgießer
- François d’Orléans, prince de Joinville (1818–1900), Admiral
- Eugène Verdier (1827–1902), Blumen- und Rosenzüchter
- Philipp von Württemberg (1838–1917), Herzog von Württemberg
- Ferdinand d’Orléans, duc d’Alençon (1844–1910), Adeliger
- Françoise d’Orléans (1844–1925), Mitglied des Hauses Orléans und durch Heirat Herzogin von Chartres
- Alexandre Nozal (1852–1929), Maler
- Jean-Baptiste Charcot (1867–1936), Arzt und Polarforscher
- Roger Martin du Gard (1881–1958), Schriftsteller
- Marcel Berthet (1888–1953), Radrennfahrer
- Louis Gas (1894–1945), Autorennfahrer
- Gaston Duval (1896–1970), Autorennfahrer
- Alfred Sohn-Rethel (1899–1990), deutscher Sozialwissenschaftler und Philosoph
- Robert Girod (1900–1964), Automobilrennfahrer
- Jacques Prévert (1900–1977), Autor
- Robert Merle d’Aubigné (1900–1989), Orthopäde

### 20. Jahrhundert

#### 1901 bis 1930
- André Beaufre (1902–1975), General und Strategie-Theoretiker
- André Fleury (1903–1995), Komponist, Pianist, Organist und Musikpädagoge
- Anaïs Nin (1903–1977), amerikanische Schriftstellerin
- Paul Grimault (1905–1994), Zeichentrickfilmer und Regisseur
- Simonne Mathieu (1908–1980), Tennisspielerin
- Jean-Paul Colas (1911–2009), Autorennfahrer
- Renaud Paulian (1913–2003), Insektenkundler und Professor für Koleopterologie, Zoogeographie und Biogeographie
- Édouard Muller (1919–1997), Radrennfahrer
- Edmonde Charles-Roux (1920–2016), Schriftstellerin, Journalistin und Widerstandskämpferin
- Michèle Morgan (1920–2016), eigentlich Simone Renée Roussel, Filmschauspielerin
- Germaine Mounier (1920–2006), Pianistin und Musikpädagogin
- Evry Schatzman (1920–2010), Astrophysiker
- Robert Chapatte (1921–1997), Radrennfahrer und Fernsehkommentator
- Françoise Gilot (1921–2023), Malerin und Buchautorin
- Chris Marker (1921–2012), Fotograf und Filmregisseur
- Claude Parent (1923–2016), Architekt
- Jacques Antoine (1924–2012), Journalist und Buchautor
- Pierre Mondy (1925–2012), Schauspieler und Regisseur
- Jean-Louis Bédouin (1929–1996), Schriftsteller und Literaturkritiker
- Bernard Frank (1929–2006), Journalist und Schriftsteller
- Louis Seguin (1929–2008), Schriftsteller und Filmkritiker
- George Steiner (1929–2020), US-amerikanischer Literaturwissenschaftler, Schriftsteller, Philosoph und Kulturkritiker
- Nicole Cazauran (1930–2022), Romanistin und Literaturwissenschaftlerin
- Lorin Maazel (1930–2014), US-amerikanischer Dirigent
- Michel Poberejsky (1930–2012), Autorennfahrer
- Niki de Saint Phalle (1930–2002), Malerin und Bildhauerin

#### 1931 bis 1940
- Leslie Caron (* 1931), Schauspielerin
- Alain Bernaud (1932–2020), Komponist
- Louis de Branges de Bourcia (* 1932), Mathematiker
- Jean-Paul Belmondo (1933–2021), Filmschauspieler
- Philippe Meyer (1933–2020), Mediziner, Hochschullehrer und Autor
- Pierre Hohenberg (1934–2017), US-amerikanischer Physiker und Hochschullehrer
- Michel Arrivé (1936–2017), Linguist
- Claude Brasseur (1936–2020), Filmschauspieler
- Nicole Croisille (1936–2025), Sängerin, Tänzerin und Schauspielerin
- Gabriel Matzneff (* 1936), Schriftsteller
- Gérard Klein (* 1937), Wirtschaftswissenschaftler und Science-Fiction-Autor
- Francine Bergé (* 1938), Schauspielerin
- Paul Dijoud (* 1938), Diplomat und Politiker
- Catherine Kelber (1938–2019), Filmeditorin
- Jean Rollin (1938–2010), Filmregisseur und Drehbuchautor
- Gilles Caron (1939–1970), Fotojournalist
- Alain Jacquet (1939–2008), Maler
- François de Roubaix (1939–1975), Filmkomponist und Musiker
- France Lambiotte (1939–2023), Schauspielerin

#### 1941 bis 1950
- Albina du Boisrouvray (* 1942), Journalistin, Filmproduzentin und Gründerin von FXB International
- Bruno Pasquier (* 1943), Bratschist
- Philippe Sarde (* 1945), Komponist
- Sophie Tatischeff (1946–2001), Filmeditorin und Filmregisseurin
- Elisabeth Tavernier (1946–2022), Kostümbildnerin
- Michel Berger, eigentlich Michel-Jean Hamburger (1947–1992), Sänger und Komponist
- Jérôme Deschamps (* 1947), Schauspieler, Regisseur und Dramatiker
- Patrick Balkany (* 1948), Politiker (Les Républicains)
- Serge Lapébie (1948–1991), Radrennfahrer
- Noëlle Lenoir (* 1948), Juristin und Politikerin
- Nonna Mayer (* 1948), Politikwissenschaftlerin
- Françoise Rudetzki (1948–2022), Juristin
- Gilles Tamiz (1948–2014), Schauspieler und Synchronsprecher
- Yves Duteil (* 1949), Komponist und Chansonnier
- James Emory Eckenwalder (* 1949), Botaniker
- Dominique Strauss-Kahn (* 1949), Politiker (PS)
- Dominique de la Rochefoucauld-Montbel (* 1950), Großhospitalier des Malteserordens

#### 1951 bis 1960
- Jean-Christophe Cambadélis (* 1951), Politiker (PS)
- Tonie Marshall (1951–2020), Schauspielerin, Sängerin, Drehbuchautorin und Regisseurin
- Alex Bongrain (* 1952), Unternehmer
- Henri Loyrette (* 1952), Kunsthistoriker
- Bettina Rheims (* 1952), Fotografin
- Françoise Bettencourt-Meyers (* 1953), Industriellen-Erbin und Autorin
- Laurent Greilsamer (1953–2023), Journalist und Schriftsteller
- Jean-Dominique Senard (* 1953), Manager
- Michel Abramowicz (* 1954), Kameramann
- Henry Laurens (* 1954), Historiker
- Jean-Pierre Wintenberger (1954–2019), Mathematiker
- Caroline Loeb (* 1955), Chansonsängerin, Schauspielerin und Theaterregisseurin
- Philippe Étienne (* 1955), Botschafter
- Antoine Hérouard (* 1956), römisch-katholischer Geistlicher, Erzbischof von Dijon
- Patrick Weil (* 1956), Politikwissenschaftler
- Carole Bouquet (* 1957), Filmschauspielerin
- Guillaume Pepy (* 1958), Präsident der SNCF
- Nicolas Souchu (* 1958), römisch-katholischer Geistlicher, Bischof von Aire und Dax
- Lambert Wilson (* 1958), Filmschauspieler
- Jean-François Yvon (* 1958), Autorennfahrer
- Nathalie Rheims (* 1959), Autorin und Schauspielerin
- Anselm Sprandel (* 1959), deutscher politischer Beamter (Bündnis 90/Die Grünen)
- Laurence Abeille (* 1960), Politikerin (Europe Écologie-Les Verts)
- West Arkeen (1960–1997), US-amerikanischer Musiker
- Sylvie Paycha (* 1960), Mathematikerin und mathematische Physikerin

#### 1961 bis 1970
- Olivier de Cagny (* 1961), römisch-katholischer Geistlicher, Bischof von Évreux
- Claude Nicouleau (* 1961), Eisschnellläufer und Shorttracker
- David Servan-Schreiber (1961–2011), Neuropsychologe und Autor
- Olivier Bériot (* 1962), Kostümbildner
- Ari Boulogne (1962–2023), Schauspieler, Fotograf und Autor
- Georges Gachot (* 1962), französisch-schweizerischer Dokumentarfilmer
- Valérie Kaprisky (* 1962), Filmschauspielerin
- Anne Genetet (* 1963), Ärztin und Politikerin
- Hélène Labarrière (* 1963), Jazz- und Improvisationsmusikerin
- Benjamin de Rothschild (1963–2021), Bankier und Investor
- Marie Schweitzer (* 1964), Architektin und Zimmerin
- Mathieu Amalric (* 1965), Schauspieler und Regisseur
- Frédéric Beigbeder (* 1965), Schriftsteller
- Isabelle Kocher (* 1966), Managerin, CEO von Engie
- Matthieu Rougé (* 1966), römisch-katholischer Geistlicher, Bischof von Nanterre
- Valérie Pécresse (* 1967), Politikerin (Les Républicains)
- Philippe Curbelié (* 1968), römisch-katholischer Geistlicher, Dogmatiker und Hochschullehrer
- Marine Le Pen (* 1968), Politikerin (Front national)
- Philippe Rousselet (* 1968), Filmproduzent
- Bruno Le Maire (* 1969), Politiker (Les Républicains)
- Cédric Pioline (* 1969), Tennisspieler
- Alexandre de Bucy (* 1970), römisch-katholischer Geistlicher, Bischof von Agen
- Patrick Mouratoglou (* 1970), Tennistrainer, Unternehmer und TV-Experte

#### 1971 bis 2000
- Anthony Beltoise (* 1971), Autorennfahrer
- François-Xavier Roth (* 1971), Dirigent, Generalmusikdirektor
- Fabrice Tarrin (* 1971), Comiczeichner und Autor
- Xavier Giannoli (* 1972), Regisseur und Drehbuchautor
- Rodrigo Pessoa (* 1972), brasilianischer Springreiter
- Anthony Pons (* 1973), Autorennfahrer
- Agnès Bihl (* 1974), Sängerin
- Harold Primat (* 1975), Schweizer Autorennfahrer
- Tristane Banon (* 1979), Journalistin und Autorin
- Lou Doillon (* 1982), Schauspielerin und Sängerin
- Laura Smet (* 1983), Schauspielerin
- Reem Kherici (* 1983), Schauspielerin, Regisseurin und Drehbuchautorin
- Brice Panel (* 1983), Sprinter
- Gaspard Ulliel (1984–2022), Schauspieler
- Athina Onassis (* 1985), Springreiterin, Erbin des Onassis-Vermögens
- Allan Nyom (* 1988), Fußballspieler
- Magali Rousseau (* 1988), Schwimmerin
- Manal Issa (* 1992), Filmschauspielerin
- Kalle Kossila (* 1993), Eishockeyspieler
- Corentin Moutet (* 1999), Tennisspieler
- Lily-Rose Depp (* 1999), Schauspielerin und Sängerin

### 21. Jahrhundert
- Yanis Guermouche (* 2001), algerisch-französischer Fußballspieler
- Valentin Royer (* 2001), Tennisspieler
- Andy Diouf (* 2003), französisch-senegalesischer Fußballspieler
- Aïman Maurer (* 2004), französisch-marokkanischer Fußballspieler
- Abdoul Koné (* 2005), französisch-ivorischer Fußballspieler
- Oscar Peyre Mitilla (* 2005), ruandischer Schwimmer
- Aïnhoa Risacher (* 2007), Basketballspielerin

## Persönlichkeiten, die mit Neuilly verbunden waren oder sind(alphabetisch)
- Jacques Audiberti (1899–1965), Autor, starb in Neuilly
- Jacques Benoit (1896–1982), Arzt und Biologe, starb in Neuilly
- Louis-Adolphe Bertillon (1821–1883), Mediziner und Demograph, starb in Neuilly
- Jean Bertin (1917–1975), Ingenieur der Luftfahrttechnik, starb in Neuilly
- Liliane Bettencourt (1922–2017), L’Oréal-Inhaberin, lebte und starb in Neuilly
- Marcel Bich (1914–1994), Unternehmer und Segler, lebte in Neuilly
- Louise-Cathérine Breslau (1856–1927), deutsche und schweizerische Malerin, starb in Neuilly
- Cécile Brunschvicg (1877–1946), Politikerin und Frauenrechtlerin, starb in Neuilly
- André Cluytens (1905–1967), belgisch-französischer Dirigent, starb in Neuilly
- Jean Crotti (1878–1958), schweizerisch-französischer Maler und Graphiker des Dadaismus, starb in Neuilly
- David David-Weill (1871–1952), Bankier, Kunstsammler und Mäzen
- Bette Davis (1908–1989), US-amerikanische Schauspielerin, starb in Neuilly
- Vittorio De Sica (1901–1974), italienischer Schauspieler und Regisseur, starb in Neuilly
- Marcel Duchamp (1887–1968), Maler und Objektkünstler, starb in Neuilly
- Alber Elbaz (1961–2021), israelischer Modeschöpfer, starb in Neuilly
- René Floriot (1902–1975), Strafverteidiger, starb in Neuilly
- Jean Gabin (1904–1976), Schauspieler, starb in Neuilly
- France Gall (1947–2018), Sängerin, starb in Neuilly
- Maurice de Gandillac (1906–2006), Philosoph, starb in Neuilly
- Yvan Goll (1891–1950), deutsch-französischer Dichter, starb in Neuilly
- Wassily Kandinsky (1866–1944), russischer  Maler, Grafiker  und Kunsttheoretiker, wohnte ab 1934 mit Nina Kandinsky in Neuilly, Grab auf dem Cimetière nouveau
- Juliette de La Genière (1927–2022), französische Klassische Archäologin, starb in Neuilly
- Karl Lagerfeld (1933–2019), deutscher Modeschöpfer, starb im Amerikanischen Krankenhaus in Neuilly
- Jean Lecanuet (1920–1993), Politiker, starb in Neuilly
- Mireille Mathieu (* 1946), Sängerin, wohnt seit Ende der 1960er Jahre in Neuilly
- Henry de Montherlant (1895–1972), Schriftsteller, Dramatiker und Essayist, wohnte in seiner Jugend (1907–1925) in Neuilly
- Iwan Iljitsch Mosschuchin (1889–1939), russischer Stummfilmstar, starb in Neuilly
- Aristoteles Onassis (1906–1975), griechischer Reeder, starb in Neuilly
- Jean d’Ormesson (1925–2017), französischer Schriftsteller und Journalist, starb in Neuilly
- Armand Peugeot (1849–1915), Unternehmer, starb in Neuilly
- Abbé Pierre (1912–2007), Priester, gründete in Neuilly 1949 die Emmaus-Bewegung
- Yvonne Printemps (1894–1977), Sängerin und Schauspielerin, ist in Neuilly gestorben und wurde dort bestattet
- Albert Robida (1848–1926), Schriftsteller und Karikaturist, starb in Neuilly
- Louis Rosier (1905–1956), Rennfahrer, starb in einem Krankenhaus in Neuilly an den Folgen eines Rennunfalls
- Nicolas Sarkozy (* 1955), Politiker, Bürgermeister in Neuilly von 1983 bis 2002
- Ahmad Mirza Schah (1897–1930), Schah von Persien (1909–1925), starb in Neuilly
- Kenzō Takada, (1939–2020), japanischer Mode- und Produktdesigner, starb in Neuilly
- Marie Trintignant (1962–2003), Schauspielerin, starb nach Misshandlungen durch ihren Freund Bertrand Cantat im Krankenhaus der Stadt
- François Truffaut (1932–1984), Filmregisseur, starb in Neuilly
- Albert Uderzo (1927–2020), Zeichner, starb in Neuilly
- Franz Richard Unterberger (1837–1902), österreichischer Maler, starb in Neuilly
- Rolando Villazón (* 1972), Opernsänger, lebt mit seiner Familie in Neuilly
- Pearl White (1889–1938), US-amerikanische Stummfilmschauspielerin, starb in Neuilly im Amerikanischen Krankenhaus